# 賭霸天下
《赌霸天下》（英語：Gambling on Life）是香港電視廣播有限公司1993年拍攝製作的時裝電視劇，全劇共20集，由关礼杰領銜主演，監製徐正康。此劇曾於2018年1月12日於TVB经典台重播。

## 故事大纲
贺飞沙（关礼杰）乃是赌王贺一（江汉）之幼子。沙生性不羁，游手好闲，经常被父亲严厉斥责。其时，沙之兄贺飞扬（林偉）刚从国外学医归来，结识了父亲的对头人成坚（张翼））的女儿成沅沅（梁佩玲），二人共坠爱河。其后，一位赌术天分极高的高手龙惊天（骆应钧）为了赌王之名利决定与贺一决一死战，并取得赌王的名利，夺去贺家财产。扬下定决心矢志报仇，并从赌场女工乌媚（关宝慧）身上学得赌术。与此同时，扬得悉自己的身世秘密后，性格突然大变，不惜谋杀父亲更意图害死弟弟，沅沅得知后大失所望，决服药自杀身亡。沙惨被扬害成神经失常，被送入精神病院，期间遇上简玲（梁佩玲分饰），在玲悉心照顾下，沙渐康复，二人渐生情素。另一方面，沙在医院巧遇往日叱咤一时的赌王任纵横（刘兆铭），发现任实为扬之生父，并得任传授超感官赌术。 由于玲与沅相貌酷似，扬竟将玲当作沅的替身，强要占有玲。此时，沙与扬之间再起冲突，二人决定在赌台上以性命作赌注，扬输掉赛事突然拿枪乱射，最后，扬因无法接受自己输掉比赛的事实而弄致神经失常，沙往精神病院探望扬，情不自禁的感叹到……

## 演员表
- 关礼杰  饰 贺飞沙
- 梁藝齡  饰 简玲/成沅沅
- 关宝慧  饰 乌媚
- 林偉  饰 贺飞扬
- 骆应钧  饰 龙惊天
- 刘兆铭 饰 任纵横
- 王伟梁 饰 丕仔华
- 羅蘭  饰 夏姑娘
- 张鸿昌  饰 李刚
- 鲍方  饰 洪爷
- 焦雄  饰 东叔
- 何壁坚  饰 南叔
- 李海生  饰 西叔
- 吕剑光  饰 北叔
- 叶振声  饰 阿堂
- 麦嘉伦  饰 阿龙
- 林剑峰  饰 扬手下
- 何远恒  饰 扬手下
- 梁建平  饰 主持人
- 王维德 饰 记 者
- 张翼  饰 成坚
- 江汉  饰 贺一
- 谭一清  饰 铁叔
- 吴咏虹  饰 马宝宝
- 郭德信  饰 马云
- 罗君佐  饰 谢亨
- 李家声 饰 PETER
- 河國榮 饰 Dr. Anderson
- 莊域飛 饰 Mr. Johnson

## 外部連結
- GOTV 第1集重溫[]